# De Grasse (paquebot)
Pour les articles homonymes, voir De Grasse.
Pour les autres navires du même nom, voir Empress of Australia.
Le De Grasse est un paquebot construit en 1921 par les chantiers Cammell Laird de Birkenhead pour la Compagnie générale transatlantique. Coulé à Bordeaux lors de la retraite allemande, il est renfloué, réparé et remis en service. Devenu au fil des ans et des armateurs l’Empress of Australia puis le Venezuela, il s’échoue au large de Cannes en 1962 puis est détruit à La Spezia la même année.

## Histoire
Initialement commandé sous le nom de Suffren pour une compagnie allemande, il est renommé De Grasse pendant sa construction aux chantiers de Cammell Laird & Co à Birkenhead. En effet, l’Allemagne a dû le livrer à la France qui l'a renommé De Grasse.
Le De Grasse est mis en service en août 1924 sur la ligne Le Havre—New York. Il est modernisé en 1931.
Au début de la Deuxième Guerre mondiale, il continue ses traversées, mais dans une version légèrement militarisée (hublots obstrués, léger armement). Au printemps 1940, il est transformé en transport de troupes. Il est désarmé en mai 1940 à Bordeaux. Il sert alors de caserne flottante pour les soldats allemands puis de navire base pour les sous-mariniers italiens (l'Italie avait basé plus d'une vingtaine de sous-marins à Bordeaux pour soutenir les Allemands pendant la bataille de l'Atlantique). Apparaissant comme une cible trop dangereuse après un premier bombardement britannique sur Bordeaux, il est rendu au gouvernement de Vichy en mai 1942 qui s'en sert de navire-école.
Les Allemands le coulent partiellement lors de leur retraite en août 1944. Il est renfloué en août 1945 et envoyé aux chantiers de Penhoët pour être réparé et modernisé (il perd une cheminée lors de ces transformations). Il est ré-affecté à la ligne Le Havre—New York le temps que la Compagnie générale transatlantique reconstitue une flotte.
En 1953, il est vendu à la Canadian Pacific qui le renomme Empress of Australia. Il est affecté à la ligne Liverpool—Québec—Montréal. Il remplace alors l’Empress of Canada qui a brûlé quelques mois plus tôt. En 1956, il est vendu à la compagnie Siosa Line qui le renomme Venezuela.
En 1960, il reçoit une nouvelle proue. Le 17 mars 1962, il s'échoue sur des rochers près de Cannes. Renfloué le mois suivant, il est vendu à la casse en août 1962 et détruit à La Spezia.
Un second paquebot mis en service en 1971 sur les Antilles portera le nom de De Grasse.

## Personnalités
- Lors du voyage où elle quitta définitivement la Russie, la romancière et philosophe Ayn Rand prendra le De Grasse au Havre pour aller à New York où elle arrivera le 19 février 1926, avant de s'installer définitivement aux États-Unis jusqu'à la fin de ses jours.
- Le 23 août 1949, Jackie Kennedy, est passagère du De Grasse pour se rendre en France suivre un an d'études[2].